# Harlis (Band)
Harlis war eine Rockband aus Hannover, die 1974 gegründet wurde. Zu Harlis gehörten u. a. auch Mitglieder von frühen Formationen der Scorpions und von Jane.
Harlis veröffentlichte zwei Alben. Das Debütalbum, Harlis, wird als ähnlich dem Stil von Jane, aber weniger heavy bezeichnet. Das Nachfolgealbum, Night Meets the Day, ist ein Konzeptalbum, das im Seefahrts-/Piratenmilieu spielt und in der damals aktuellen Kunstkopftechnik aufgenommen wurde. U. a. enthält es in dem instrumentalen Schlussstück Endless Sea eine Bearbeitung des Volkslieds Winde wehen, Schiffe gehn.

## Diskografie
Alben
- 1976: Harlis (Sky Records)
- 1977: Night Meets the Day (Sky Records)

Samplerbeiträge
- 1976: BMW auf German Rock Scene II (Govi GO 444)[1]
- 1977: Night Meets the Day auf German Rock Scene III (Govi GO 445)[2]